# Lucas Bove
Lucas Bove (São Paulo, 20 de novembro de 1987) é um empresário e político brasileiro filiado ao Partido Liberal (PL). Nas eleições de 2022, foi eleito deputado estadual por São Paulo.

## Biografia
Paulistano, Lucas Diez Bove se formou em administração e comércio exterior pela Universidade Presbiteriana Mackenzie no ano de 2010. Posteriormente, fez especialização em finanças no Insper e atualmente é mestrando em educação, também pelo Mackenzie.[carece de fontes?]
É empresário no segmento da construção civil, e está em seu primeiro mandato como deputado estadual por São Paulo, após ser eleito com 130 451 votos, em 2022, pelo Partido Liberal (PL).

## Carreira Política

### Deputado Estadual (2023-presente)
Suas principais bandeiras são tolerância zero no combate à criminalidade, apoio ao agronegócio, defesa de políticas pró-mercado, garantia das liberdades individuais e reforma na educação voltada para retirada de "questões ideológicas das salas de aula", com objetivo de melhorar a qualidade do ensino.
É vice-líder do Partido Liberal e Vice-Presidente da Comissão de Educação  na Assembleia Legislativa do Estado de São Paulo.

### Histórico Eleitoral
| Ano  | Eleição                | Partido | Cargo             | Votos   | %     | Resultado | Ref   |
| ---- | ---------------------- | ------- | ----------------- | ------- | ----- | --------- | ----- |
| 2022 | Estaduais em São Paulo | PL      | Deputado Estadual | 130.451 | 0,56% | Eleito    | [ 4 ] |

## Controvérsias
Em 2024, a influenciadora Cíntia Chagas, ex-esposa de Bove, acusou publicamente o deputado de agressão, o que levou a justiça a determinar uma medida protetiva entre ela e Lucas. Com a acusação de descumprimento das medidas, porém, a defesa de Chagas pediu sua prisão preventiva no dia 17 de outubro. A defesa de Bove vê o pedido de prisão como "incabível".